# Jaume Despujol
Jaume Despujol fou abat del monestir Sant Quirze de Colera entre 1409 i 1421. L'única notícia que es té d'aquest abat és que apareix en els diferents abaciologis que la crítica històrica ha fet en el decurs del temps.